# Viiankijärvi
Viiankijärvi är en sjö i Finland. Den ligger i kommunen Sodankylä i landskapet Lappland, i den norra delen av landet, 800 km norr om huvudstaden Helsingfors. Viiankijärvi ligger 195 meter över havet. Arean är 44,6 hektar och strandlinjen är 3,45 kilometer lång. Sjön  ingår i Kemi älvs huvudavrinningsområde. 